# Sphère englobante

Exemples de problèmes de cercle minimum

En mathématiques, le problème de la sphère englobante consiste à rechercher une sphère contenant un ensemble non vide d'objets dans un espace de dimension donnée.
Un exemple simple vient de la géométrie, où les objets sont de simples points. On cherchera alors la sphère englobante minimale (la sphère de plus petit rayon contenant tous les points) qui permettra de réduire le domaine à considérer pour le problème. 